# Sandown International Motor Raceway
Der Sandown International Motor Raceway ist eine Motorsport-Rennstrecke in Springvale in Australien. Die Rennstrecke wurde als Austragungsort des Sandown 500 im Rahmen der Supercars bekannt.

## Geschichte

### Anfänge
Die Ursprünge der Strecke reichen bis ins 19. Jahrhundert zurück, als im Jahr 1888 unter dem Namen Oakleigh Park eine Pferderennstrecke auf dem Gebiet errichtet wurde. Mit der Popularität der Pferderennen gewann die Strecke schnell an Bekanntheit und 1904 wurde zum ersten Mal ein Automobilrennen dort veranstaltet. Dieses wurde als das erste jemals in Australien ausgetragene Autorennen bekannt. Die Strecke hielt ihren Betrieb bis ins Jahr 1931, als neue Vorschriften in Kraft traten, wegen denen die Strecke schließen musste. Diese wurde daraufhin weitgehend verlassen.
Nach dem Ende des Zweiten Weltkrieges entstanden seitens einiger Automobilklubs Pläne, die einen Neubau der Strecke vorsahen. Neben der Strecke war ebenfalls eine Zuschauertribüne mit einer Kapazität von 10.000 Plätzen sowie eine neue Pferderennbahn geplant. Die Bauarbeiten begannen 1961, die Eröffnung erfolgte ein Jahr später. Bei dieser fand auch der sogenannte Sandown International Cup, ein formelfreies Rennen mit bekannten Rennfahrern, zum Beispiel Jack Brabham, Jim Clark und Stirling Moss, statt. Das Rennen fand in den Folgejahren noch mehrmals statt und wurde Teil der Tasman-Serie. Teilweise wurde mit dem Rennen auch der Große Preis von Australien, in den 1960er und 1970er Jahren, veranstaltet.
Trotz der bekannten Namen und Rennen war die Zuschauerquote bei den Monoposto-Rennen nicht hoch genug, woraufhin Tourenwagenrennen immer wichtiger wurden. Ab 1964 wurden Ausdauerrennen für Serienfahrzeuge veranstaltet, zuerst noch als 6-Stunden-Rennen, danach als 250-Kilometer, 400-Kilometer und schließlich als 500-Kilometer-Rennen. Dieses wurde später Teil der Supercars und wurde unter dem Namen Sandown 500 gefahren. 1965 fand auch zum ersten Mal ein Sprintrennen auf der Strecke statt, welches später zum Sandown SuperSprint wurde.

### Umbau und Expansion
Die Rennstrecke war gegen Ende der 1970er Jahre zwar als Austragungsort vieler Rennen bekannt, die Infrastruktur war jedoch mangelhaft. Die Boxengasse war sehr eng und insbesondere die Sicherheitsmaßnahmen waren nicht überall ausreichend. Dementsprechend wurde ab 1984 die Strecke, in der Hoffnung ein Rennen der Formel-1 auszurichten, grundlegend renoviert, die nicht ausreichend gesicherte Dunlop-Brücke völlig entfernt, die Boxengasse vergrößert und der Streckenverlauf über die Pferderennbahn ausgelegt. Um die minimale Streckenlänge zu erreichen, wurde diese ebenfalls mit einem Infied-Abschnitt verlängert. Trotzdem scheiterte der Versuch der Ausrichtung eines Grand Prix, was jedoch vor allem an politischen Gründen lag: Die Regierung Victorias lehnte ein Angebot ab, während Adelaide das Rennen bekam. Als Ausgleich wurde ein Rennen der Sportwagen-Weltmeisterschaft nach Melbourne geholt und als 1000-km-Rennen von Sandown Park ausgerichtet, dieses hatte jedoch ebenfalls seine Probleme. Einerseits verzichtete Lancia auf die Teilnahme, da das Rennen nicht für die Konstrukteurswertung zählte, andererseits wurde kein Sponsor gefunden, was zu einem Kostenproblem führte.
Trotz der enormen Verluste seitens der Veranstalter wurde vier Jahre später erneut ein Sportwagen-Rennen nach Melbourne geholt, diesmal als 360-km-Rennen im Sandown Park. Auch wenn dieses erfolgreicher als das erste Rennen verlief, war es das letzte große Rennen auf dem International Circuit. Dieses wurde für kleinere Rennveranstaltungen noch bis in die 2000er Jahre verwendet, aufgrund der gefährlichen S-Kurven allerdings oft gemieden. Mit einem anderen Layout wurde der Kurs allerdings weiterhin für Motorradrennen genutzt, zum Beispiel für die australische Superbike-Meisterschaft.
Mit den erlittenen Verlusten ging der Light Car Club of Australia, bis dahin Besitzer der Strecke, bankrott. Der Melbourne Racing Club, Besitzer der kompletten Anlage, übernahm die Strecke daraufhin und erweiterte die Zuschauerplätze sowie die Pferderennbahn. Mit einer verlängerten Rasenbahn verschwand 2002 der International Circuit beinahe vollständig.

### Moderne Ära

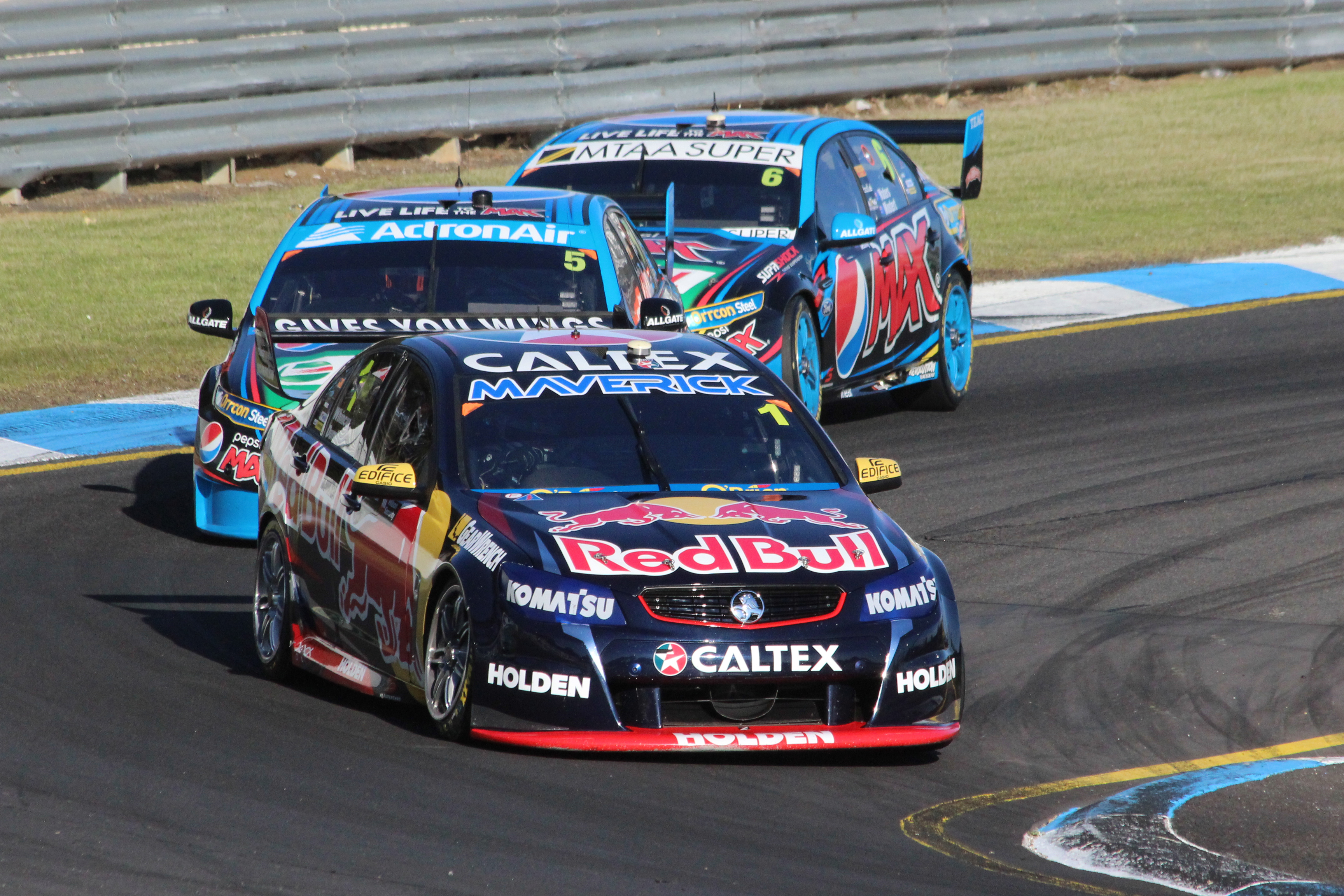
Qualifikationsrennen zum Sandown 500 2015.

Im Jahr 2007 unterschrieb der Melbourne Racing Club einen Vertrag, mit dem die V8 Supercars jährlich ein Rennen in Melbourne austragen würden. Hinsichtlich dieser Rennen wurde der Kurs erneut renoviert, die Boxengasse vergrößert und die Sicherheit verbessert. Zur Saison 2008 wurde das 500-Kilometer-Rennen auf den Phillip Island Circuit verlegt, woraufhin in Melbourne das Sprintrennen übrig blieb. 2012 kehrte das Ausdauerrennen letztendlich auf den Kurs zurück und wurde danach, als Vorläufer des großen Bathurst 1000, in den Kalender aufgenommen.
Nachdem die Laufzeit des Vertrags 2020 enden sollte, wurde er bis 2023 verlängert. Im Vorfeld dieser Verlängerung wurden die Sicherheitsmaßnahmen erneut verstärkt und die Strecke teilweise neu asphaltiert. Insbesondere die Auslaufzone bei Kurve 6 wurde aufgrund einiger schwerer Unfälle ausgeweitet. Pläne, die einen Verkauf der Rennstrecke für Wohnraum vorsahen, wurden damals nicht weiter verfolgt, blieben jedoch weiter bestehen. 2024 stellte sich die neu gewählte Führung des Melbourne Racing Club erneut gegen diese Pläne.
Aufgrund der Nähe zur Stadt sind aktuell jährlich lediglich 5 Rennen erlaubt, wobei diese nicht 95 Dezibel überschreiten dürfen. Im Rahmen der Supercars soll das Sandown 500 weiterhin ausgetragen werden.

## Die Strecke
Der 3,1 Kilometer lange Sandown Circuit ist mit seinen beiden langen Geraden und der schnellen S-Kurven-Passage in den Kurven 6 bis 9 als schnelle Rennstrecke bekannt. Einige Überreste des früheren International Circuit sind noch auf dem Gelände übrig.
Virtuell ist der Kurs in der Rennsimulation IRacing enthalten.